# Cuttlas Microfilms
Cuttlas Microfilms, o simplemente Cuttlas, es una serie de animación para adultos que adapta el cómic Cuttlas de Calpurnio, emitida en España entre 1994 y 1997.
Con una única temporada de 13 capítulos de 25 minutos de duración cada uno, la serie narra las desventuras de los personajes de la serie de cómic en diversas situaciones, siendo todas ellas parodias de géneros cinematográficos. Cada episodio cuenta una historia independiente, sumiendo a los personajes en historias de piratas, cowboys, género negro, ciencia ficción, entre otras.
Gracias a esta adaptación, su director y coguionista, el dibujante zaragozano Calpurnio, obtuvo la Mención Especial del FIPA del Festival de Cannes de 1994.

## Estilo
La serie usa el mismo estilo minimalista que la serie de cómic que adapta, pero, dado que es un producto animado, se pueden ver escenarios algo más desarrollados que en la obra original. Aun así, los personajes continúan siendo de formas sencillas, y carentes de rostro y masa muscular. Al contrario que en el cómic, los guiones son menos metafísicos, aunque siguen siendo expresivos y creativos. Además, los escenarios y la ropa de los personajes (de los que la llevan) está desarrollada a todo color, en contraposición al cómic. La música, del compositor checo Ondřej Soukup, varía dependiendo del argumento del episodio, siendo remezclada en diversos estilos según el género que parodia el capítulo.

## Producción
Producida por Tijuana Films, el proyecto cuenta con aportaciones económicas de diversas cadenas de televisión e instituciones gubernamentales, como Televisión Española, Canal 9, y la Generalidad Valenciana. Todos los guiones están escritos por el creador de la serie y el concepto artístico, Calpurnio, algunos de ellos en la colaboración o una gran participación de otros guionistas. Además, a destacar, que los dos cortos producidos anteriormente, El bueno de Cuttlas y Con cien cañones por banda, fueron incluidos como episodios del programa.

## Emisión
En España se ha emitido por Canal+, Canal 9, Paramount Comedy y Cartoon Network (en un espacio nocturno para adultos). El canal Locomotion, especialista en animación para adultos, la emitió para Latinoamérica, España y Portugal entre 1999 y 2001. También fue emitida en Irán, en lengua persa y en Japón.

## Episodios
Como se detalla más arriba, la intervención de Calpurnio en los guiones se produce de manera constante, pero en algunos cuenta con la participación de diversos colaboradores, en general del mundo del cómic. A continuación se detallan los títulos de los episodios en orden y con los nombres de sus guionistas:
- 1x01 - Circo Olimpo.
- 1x02 - Con cien cañones por banda (guion de Calpurnio).
- 1x03 - Agente Especial Triple X.
- 1x04 - 77 formas de matar o morir (guion de Francisco Casavella y Calpurnio).
- 1x05 - El elixir de la eterna juventud (guion de Mique Beltrán y Calpurnio).
- 1x06 - Knock Out (guion de Javier Pelegrín y Calpurnio).
- 1x07 - El enigma poligonal (guion de Calpurnio).
- 1x08 - El Buey Negro (guion de Sonia Llera y Calpurnio).
- 1x09 - Lluvia de estrellas (guion de Óscar Aibar y Calpurnio).
- 1x10 - El Bueno de Cuttlas (guion de Calpurnio).
- 1x11 - Multimonster (guion de Calpurnio).
- 1x12 - Cuando llegue el ocaso (guion de Mauro Entrialgo y Calpurnio).
- 1x13 - Gran Calibre (guion de Mauro Entrialgo y Calpurnio).